# Mravljača
Mravljača je naseljeno mjesto u općini Foči-Ustikolini, Federacija BiH, BiH. Čine ju Gornja i Donja Mravljača. 
Nalazi se s lijeve strane rječice Kosovske rijeke i desne strane Ligačkog potoka. Drina je jugoistočno.
Godine 1962. pripojena su Mravljači naselja Kutle i Ligati (Sl.list NRBiH, br.47/62).

## Stanovništvo
| Narod     | Popis 1961. | Popis 1971. | Popis 1981. | Popis 1991. |
| --------- | ----------- | ----------- | ----------- | ----------- |
| Hrvati    |             |             |             |             |
| Muslimani |             | 31          | 27          | 10          |
| Srbi      | 128         | 224         | 184         | 84          |
| ostali    | 3           | 1           |             |             |
| Ukupno    | 131         | 256         | 211         | 94          |